# Кримські підрозділи РОА
Кримські підрозділи РОА — підрозділи Російської визвольної армії періоду Другої світової війни.

## Історія
Німецький бургомістр Ялти, полковник Червоної армії В. І. Мальцев у березні 1943 вступив до створеного Власовим А. А. Російським комітетом. 4 червня у газеті «Голос Криму» він опублікував відповідь «Боротьба з більшовизмом — наш обов'язок» на лист генерала Власова «Чому я став на шлях боротьби з більшовизмом» У червні в Євпаторії відкрили перший пункт запису до РОА. Згодом вони з'явились в інших містах Криму і центральним у Сімферополі. Редактор газети «Голос Криму» лейтенант Букович відкрив постійну рубрику «Куток Добровольця» про формування РОА. Німецький начальник штабу пропаганди, полковник Фрай контролював їхню діяльність. Наприкінці липня 1943 прибули журналісти, що навчались у школі. Було організовано масові зустрічі по містах Криму, де розказували про РОА, агітували вступати до неї. Наприкінці 1943 прибули козачі підрозділи, що поповнили підрозділи РОА. Їх використовували для охоронних функцій, боротьби з партизанами, згодом частинами Червоної армії. У вересні 1943 генерал А. А. Мальцев виїхав до Східної Пруссії, у Лютому 1944 закрили пункт запису у Сімферополі, а весною 1944 підрозділи РОА евакуювали з Криму разом з частинами Вермахту. Ті, що залишились, загинули. Загальна чисельність підрозділів складала 2.000-4.000 осіб.

### Підрозділи РОА в Криму
Підпорядковані 17-й армії
- 181 (східна) охоронна рота
- (східна) охоронна рота спеціального призначення
- 162 (східна) охоронна рота
- 16 (східний) взвод допоміжних охоронних частин
- 1 (східна) рота допоміжних охоронних частин 708-піхотного полку
- 1 (східна) рота допоміжних охоронних частин 796-піхотного полку
- 1 (східна) рота допоміжних охоронних частин 805-піхотного полку
- 1 (східна) рота допоміжних охоронних частин 933-піхотного полку
- 3 (східна) господарська рота 602 піхотного полку
- 4 (східна) господарська рота 617 піхотного полку
- 591 (східна) річна господарська колона
- два взводи (східної) запасної роти «добровольчих помічників»
- (східна) рота для одужуючих
- (східна) запасна рота «добровольчих помічників»

49-й корпус гірських стрільців 17-ї армії
- 4 добровольча (східна) будівельна рота
- 4 (східна) саперна (будівельна) рота 370 піхотного полку
- (східна) будівельна (технічна) рота
- 150 (східна) легка артилерійська господарська колона

5-й армійський корпус 17 армії
- два відділення (східної) «мисливської команди»